# Trần Hào (Phú Yên)
Trần Hào (1913–1944) là một nhà cách mạng Việt Nam, nguyên Bí thư Tỉnh ủy Phú Yên của Đảng Cộng sản Đông Dương.

## Cuộc đời
Trần Hào sinh ngày 15 tháng 6 năm 1913 ở thôn Nho Lâm, tổng Hòa Tường, phủ Tuy Hòa, tỉnh Phú Yên (nay là xã Hòa Quang Nam, huyện Phú Hòa, tỉnh Phú Yên). Năm 14 tuổi, cha ông qua đời, mẹ bỏ đi lấy chồng khác, buộc ông phải bỏ học sơ học, làm nghề y để nuôi dưỡng ba người em. Ban đầu, ông học nghề ở nhà ông Nguyễn Biện làng Phước Hậu.
Năm 1932, ông làm quen với Nguyễn Quốc Thoại, Nguyễn Chấn và Đỗ Tương là ba thanh niên người làng Phước Thoại. Bốn người đều ngưỡng mộ Đảng Cộng sản Đông Dương và nhiều lần tổ chức ra Quảng Nam để gia nhập Đảng, nhưng không thành công. Năm 1933, ông cùng một số thanh niên trong làng đã thành lập Hội đọc sách báo với mười hai thành viên đầu tiên. Trên cơ sở đó, ông cho thành lập Hội Tương tế trong làng. Năm 1935, ông được kết nạp vào Đảng Cộng sản Đông Dương tại chi bộ La Hai (Đồng Xuân).
Tháng 5 (có nguồn ghi là tháng 7) năm 1935, nhận được tin Phan Lưu Thanh (Bí thư Tỉnh ủy đầu tiên của Phú Yên) ra tù, ông cùng Phan Thôi đã đến La Hai gặp mặt để tìm cách khôi phục lại Tỉnh ủy Phú Yên. Do bị mật thám theo dõi gắt gao, nên Phan Lưu Thanh không thể tiếp tục hoạt động mà chỉ trao cho Trần Hào văn bản Điều lệ Đảng Cộng sản Đông Dương cùng lời hứa giới thiệu ông với Xứ ủy Trung Kỳ. Với sự tham dự của Phan Lưu Thanh, chi bộ làng Nho Lâm được thành lập gồm năm Đảng viên Trần Hào, Phan Thôi, Nguyễn Hương (Nguyễn Chì), Nguyễn Tư Đoan, Phan Văn Dự do Trần Hào làm Bí thư.
Tháng 10, chi bộ làng Phước Thoại được thành lập gồm bốn Đảng viên Trần Hào, Nguyễn Chấn, Nguyễn Quốc Thoại, Đỗ Tương do Trần Hào làm Bí thư. Cùng tháng, tại Bình Kiến (phủ Tuy Hòa), Ban vận động thành lập Tỉnh ủy được thành lập do Trần Hào làm Trưởng ban. Tháng 11, tại Phước Hậu, Tỉnh ủy lâm thời tỉnh Phú Yên được thành lập gồm Trần Hào, Lê Tấn Thăng, Trịnh Ba, Nguyễn Quốc Thoại, Nguyễn Chấn, Đỗ Tương, Nguyễn Hạnh, do Trần Hào làm Bí thư. Dưới sự lãnh đạo của ông, trong hai năm 1935 và 1936, tổ chức Đảng đã phát triển 6 chi bộ ở Tuy Hòa, 3 chi bộ ở Tuy An, thành lập Phủ ủy Tuy Hòa và Phủ ủy Tuy An. Trên cơ sở đó, tháng 6 năm 1936, với sự tham dự của phái viên Xứ ủy Nguyễn Thành Nghi, Đại hội Đảng bộ tỉnh Phú Yên được tổ chức, bầu ra Ban Chấp hành Tỉnh ủy Phú Yên gồm Trần Hào, Nguyễn Chấn, Nguyễn Quốc Thoại, Lê Tấn Thăng, Nguyễn Hạnh, Đỗ Tương, Trịnh Ba, do Trần Hào làm Bí thư Tỉnh ủy.
Trong thời gian này, ông đã lãnh đạo Tỉnh ủy Phú Yên tiến hành các hoạt động đấu tranh dân chủ trong tỉnh, vận động thành lập Mặt trận dân chủ, xây dựng các tổ chức công khai như Đoàn Thanh niên Dân chủ, Hội Đá banh, Hội Truyền bá quốc ngữ, Hội Cày, Hội Cấy, Hội Thợ may, Hội Ái hữu thợ thuyền,... Đầu năm 1937, sau khi đi báo cáo tỉnh hình với Xứ ủy Trung Kỳ (trực tiếp là Thường vụ Xứ ủy Bùi San) theo giới thiệu của Phan Lưu Thanh, ông được Xứ ủy phân công tham gia Ban Chấp hành Phân ban Xứ ủy ở các tỉnh Quảng Ngãi, Bình Định, Phú Yên,... (tức Ban Chấp hành Liên Tỉnh ủy Quảng Nam - Quảng Ngãi - Bình Định - Phú Yên). Ngày 1 tháng 5 năm 1937, ông đã tổ chức lễ kỷ niệm Ngày Quốc tế Lao động công khai ở núi Miếu (Tuy Hòa) với hơn 500 người dân tham dự.
Tháng 8 năm 1938, Đại hội Đảng bộ tỉnh Phú Yên được tổ chức, bầu ra Tỉnh ủy gồm Trần Hào, Lê Tấn Thăng, Nguyễn Chấn, Đỗ Tương, Huỳnh Nựu, Nguyễn Quốc Thoại và Nguyễn Hạnh. Ban đầu, Trần Hào tiếp tục được bầu làm Bí thư Tỉnh ủy, nhưng do thân phận bị lộ, nên ông đã quyết định đề cử Huỳnh Nựu làm Bí thư và giới thiệu cho Xứ ủy Trung Kỳ. Bản thân ông ra làm chức Phó lý ở làng Nho Lâm để tiếp tục đấu tranh.
Cuối năm 1939, ông đứng ra vận động thành lập gia đình học hiệu, trường tư thục ở các làng Phước Hậu, Liên Trì, Ninh Tịnh. Tháng 4 năm 1942, ông đã chỉ đạo cuộc đấu tranh của công nhân nhà máy đường Đồng Bò chống lại áp bức của giới chủ, có sự hậu thuẫn của binh lính thuộc địa. Ngày 1háng 5 năm 1944, sau khi rải truyền đơn nhân ngày Quốc tế Lao động, ông bị thực dân Pháp bắt giữ và giam tại nhà tù Quy Nhơn. Ngày 16 tháng 6, ông qua đời sau hơn một tháng bị tra tấn.

## Vinh danh
Năm 1945, sau Cách mạng Tháng Tám, chính quyền mới đã quyết định thành lập xã Trần Hào trên cơ sở các thôn Nho Lâm, Hạnh Lâm, Đại Bình, Đại Phú để tưởng niệm ông. Tên gọi xã Trần Hào tồn tại đến năm 1947, được thay thế bằng Hòa Tường, đến năm 1951 sáp nhập với các xã Ái Quốc và Thắng Lợi để hình thành nên xã Hòa Quang. Năm 1990, ông được Nhà nước truy tặng danh hiệu liệt sĩ.
Năm 2013, căn nhà của ông nằm ở Nho Lâm được Ủy ban nhân dân tỉnh Phú Yên công nhận là Di tích lịch sử cấp tỉnh với tên gọi "Nhà tưởng niệm Liệt sĩ, Bí thư Tỉnh ủy Trần Hào". Lễ nhận bằng được tổ chức ngày 15 tháng 1 năm 2014.
Năm 2008, tên của ông được đặt cho một con đường ở thành phố Tuy Hòa (Phú Yên). Trường Trung học cơ sở Hòa Quang 2 (thành lập năm 1977) ở xã Hòa Quang Nam (Phú Hòa, Phú Yên) cũng được đổi tên thành trường Trung học cơ sở Trần Hào.